# Гиппарх (Ксенофонт)
Гиппарх или О начальнике конницы (др.-греч. — Ἱππαρχικός, лат. — Hipparchicus) — трактат древнегреческого историка и политического деятеля Ксенофонта. Сочинение, по сути, является наставлением гиппарху, то есть главному командиру афинской кавалерии, о средствах к улучшению конницы.

## Содержание
Сочинение состоит из девяти глав, посвященных описанию необходимых для каждого начальника конницы правил, таких как возношение молитвы богам, набор действующего состава конницы и его обучение, забота и уход за лошадьми и пр.; трактат также регламентирует порядок передвижения всадников на праздничных шествиях и во время военных действий. Помимо необходимых профессиональных характеристик Ксенофонтом указываются и личные качества, которыми непременно должен обладать гиппарх.
Каждый свой тезис Ксенофонт обстоятельно объясняет и указывает причины, по которым начальнику конницы необходимо соблюдать рекомендованные правила.

## Особенности
«Гиппарх» является весьма любопытным сочинением, указывающим на чрезвычайную важность и функциональность сословия всадников. Также трактат содержит информацию, которая, по всей видимости, в глазах автора представляла важность не только для профессиональных конников, но и для простых граждан.

## Переводы на русский язык
- Гиппарх (Обязанности начальника конницы) / Пер. Г. А. Янчевецкого / Сочинения Ксенофонта в пяти выпусках. Выпуск 5. Мелкие статьи. Митава, 1880.